# Liste der Naturdenkmale in Longuich
Die Liste der Naturdenkmale in Longuich nennt die im Gemeindegebiet von Longuich ausgewiesenen Naturdenkmale (Stand 3. Juni 2024).

## Naturdenkmale
| Nr.         | Bezeichnung        | Lage                                       | Beschreibung                 | Bild                                    |
| ----------- | ------------------ | ------------------------------------------ | ---------------------------- | --------------------------------------- |
| ND-7235-420 | Linde              | Kirchenweg, bei Nr. 48 Lage                | Tilia sp., um 1700 gepflanzt | Fotos hochladen                         |
| ND-7235-444 | Linde an der L 145 | Trierer Straße, bei Nr. 30 im Kreisel Lage | Tilia sp.                    | Direkt Bild zu diesem Denkmal hochladen |

## Ehemalige Naturdenkmale
| Nr. | Bezeichnung   | Lage                                      | Beschreibung                                       | Bild                                    |
| --- | ------------- | ----------------------------------------- | -------------------------------------------------- | --------------------------------------- |
|     | Bismarckeiche | südlich des Ortes; Abteilung Kühwald Lage | Quercus petraea; Rechtsverordnung aufgehoben       | Direkt Bild zu diesem Denkmal hochladen |
|     | Zwei Linden   | Bahnhofstraße, vor Nr. 7 Lage             | Tilia sp., zwei Bäume; Rechtsverordnung aufgehoben | Direkt Bild zu diesem Denkmal hochladen |